# Plectris parcesetosa
Plectris parcesetosa är en skalbaggsart som beskrevs av Frey 1976. Plectris parcesetosa ingår i släktet Plectris och familjen Melolonthidae. Inga underarter finns listade i Catalogue of Life.